# جیمز لانگستاف بومن
جیمز لانگستاف بومن (انگلیسی: James Langstaff Bowman; ۶ اکتبر ۱۸۷۹ – ۱۴ سپتامبر ۱۹۵۱) وکیل، سیاستمدار، و ورزشکار کرلینگ اهل کانادا بود.